# Бампер кар (атракціон)

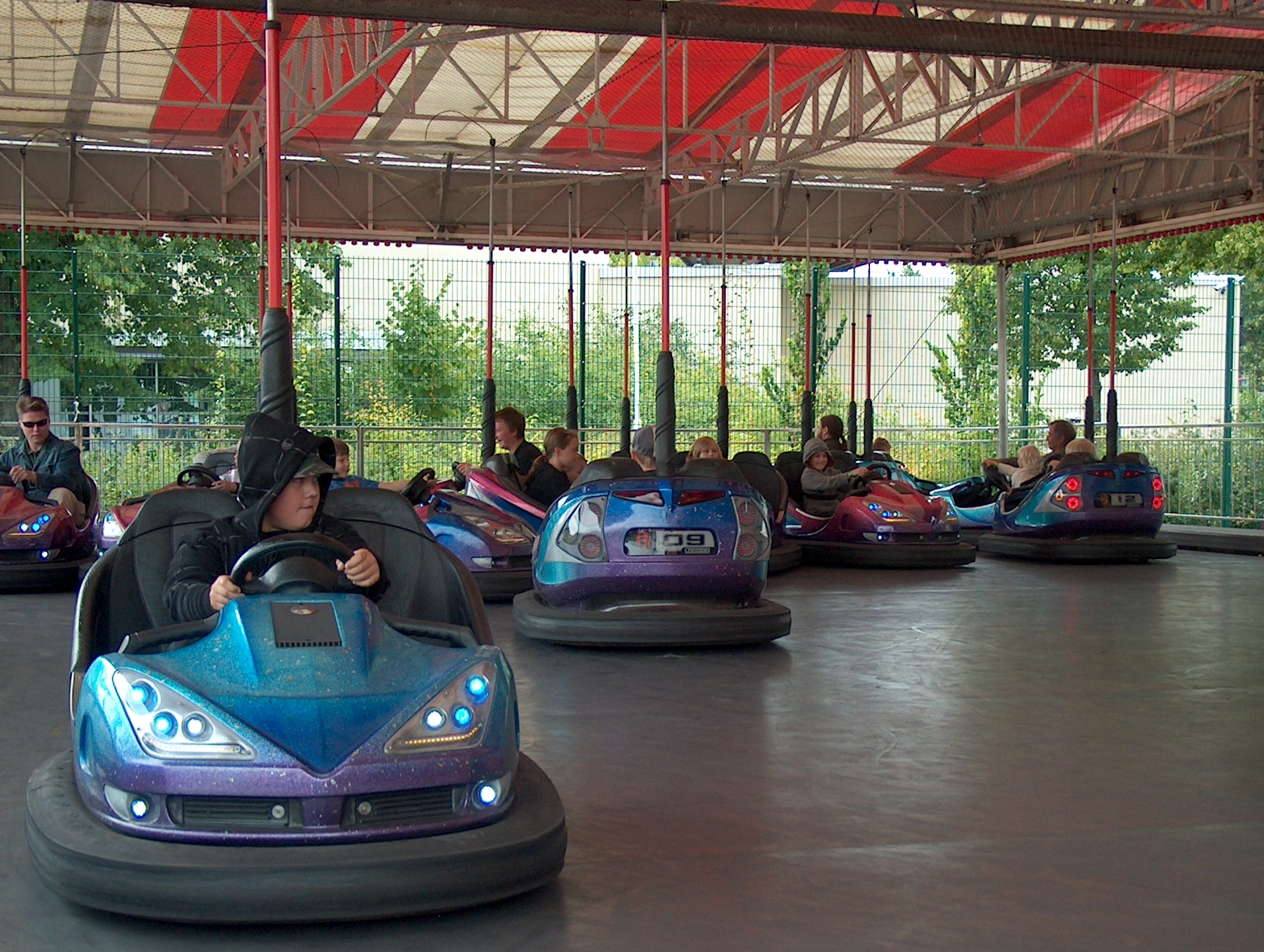
Бампер кар в Керава, Фінляндія. Автомобілі живляться від контактних башмаків, які подають живлення від провідної стелі

Бампер кар або доджеми — це загальні назви для типу плоских атракціонів, які складаються з кількох невеликих електричних автомобілів, які отримують електроенергію від підлоги та/або стелі та які вмикаються та вимикаються дистанційно оператором. Автомобілі з бампером не були призначені для зіткнення, тому оригінальна назва "Dodgem". Вони також відомі як автомобілі, що натикаються, автомобілі, що ухиляються, та автомобілі, що перемагають. Перший патент на автомобілі з бампером було подано в 1921 році.

## Дизайн

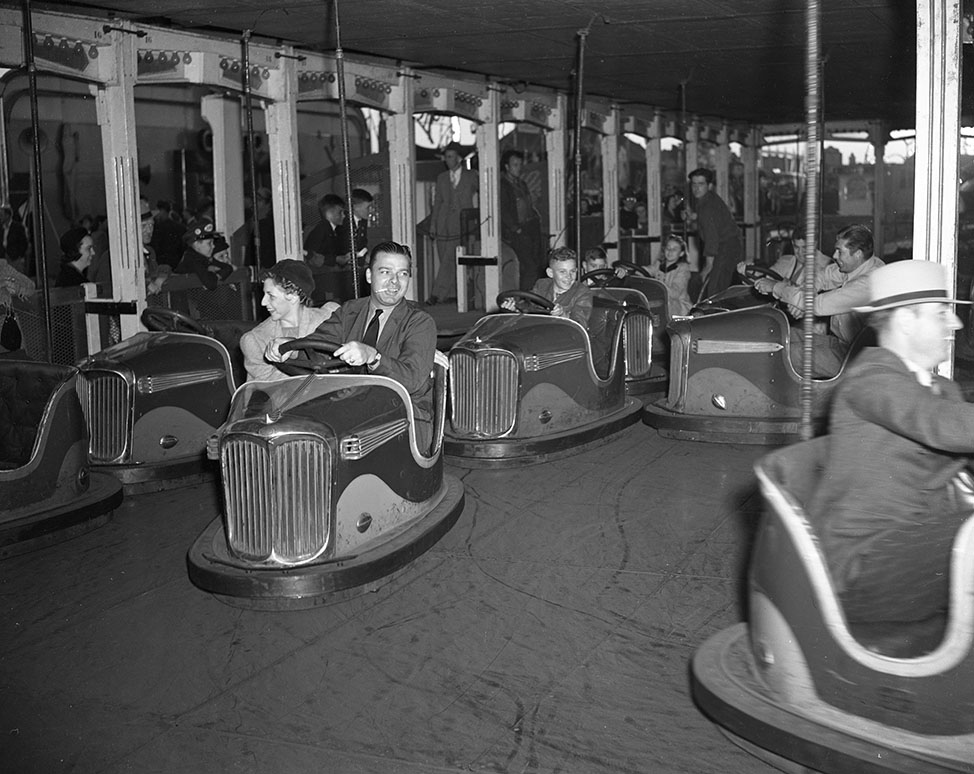
Бампер кари на державному ярмарку в Ролі, Північна Кароліна, 1940 рік

Автомобілі зазвичай оснащені одним із трьох методів. Найстаріший і найпоширеніший метод, Over Head System (OHS), використовує струмопровідну підлогу та стелю з протилежними полярностями. Контакти під транспортним засобом торкаються підлоги, а контактний башмак, встановлений на стовпі, торкається стелі, утворюючи повну схему.
Новіший метод, система Floor Pick-Up (FPU), використовує чергування металевих смуг на підлозі, розділених ізоляційними прокладками, без стельової решітки. Смуги несуть струм живлення, а автомобілі достатньо великі, щоб транспортний засіб покривав принаймні дві смуги в будь-який час. Масив щіток під кожним автомобілем у випадковому порядку контактує зі смужками, а полярність напруги на кожному контакті влаштована так, щоб завжди забезпечувати правильну та повну схему для роботи автомобіля.
Третій метод використовується на круїзних лайнерах класу <i id="mwLQ">Quantum</i>, де бампери працюють від електричних батарей. Це дозволяє уникнути струмопровідної підлоги/стелі традиційної установки бампера, що дозволяє перетворити місце SeaPlex з бампера на багатоцільовий тренажерний зал (баскетбольний майданчик). Недоліком є те, що бампери цих кораблів перезаряджаються кілька годин.
Металева підлога зазвичай встановлюється у вигляді прямокутної або овальної доріжки, а підлогу посипають графітом, щоб зменшити тертя. Кожен транспортний засіб оточує гумовий бампер, і під час руху водії або таранять, або ухиляються один від одного. Елементами керування зазвичай є акселератор і кермо. Автомобілі можна змусити їхати назад, досить сильно повернувши кермо в будь-якому напрямку, що необхідно під час частих заторів, які трапляються.
Хоча ідея їзди полягає в тому, щоб зіткнутися з іншими автомобілями, власники, які піклуються про безпеку (або, принаймні, про судовий процес), інколи ставлять таблички з написами «Тут навколо» та «Ні (лобовим) зіткненням». Залежно від рівня дотримання операторами, ці правила часто ігноруються водіями, особливо молодшими дітьми та підлітками.
Під час свого розквіту, з кінця 1920-х до 1950-х років, двома основними брендами бампер карів в США були Dodgem від Макса та Гарольда Стоерерів та Auto-Skuter братів Луссе від Джозефа та Роберта «Рей» Луссе. З жерсті створювали оригінальні бампери. Брати Луссе виготовили перший кузов зі скловолокна в 1959 році, частково завдяки виживанню кузовів Chevrolet Corvette протягом попередніх шести років. Після отримання дозволу від Chevrolet, а потім придбання справжніх шевронів Corvette у місцевих дилерів у Філадельфії, їх було прикріплено до носа їхнього авто 1959 року. У середині 1960-х років Діснейленд представив бампер кари на повітряній подушці під назвою «Літаючі тарілки», які працювали за тим самим принципом, що й повітряний хокей; однак атракціон мав механічну несправність і закрився через кілька років.